# SCore
SCore（エスコアー）とは、経済産業省の超並列処理研究推進委員会において1992年から10年計画で設立した技術研究組合新情報処理開発機構（Real World Computing Partnership, RWCP）にて開発されたLinux用クラスター計算機用超並列プログラム実行環境のこと。実行環境とは、並列プログラムが動作するための共通API仕様に基づいたライブラリ群や補助ツール群を動作させる基盤のことで、当初はUNIXをベースに設計されていた。
RWCP解散後は、これらの実行環境を作成していた有志の会社／メンバによるPCクラスタコンソーシアム（PCCC）が開発/普及活動を受け継いでいる。

## 概要/経緯
OpenMPやMPI、MPC++といった並列プログラミング環境をサポートし、対話型実行環境、ギャングスケジューリング（管理者権限で、他のプログラムの実行を停止し、独占的に特定プログラムを実行させる事ができるスケジューリング機能）を含むマルチスケジューリング、マルチユーザ環境を持つ。
1992年に当時の通商産業省による新情報処理開発機構（RWCP 国家10年プロジェクト）の専用コンピュータRWC-1用の実行環境として作成されたが、汎用サーバでの同環境の提供が必要となり、1995年移植テストとして、まずSUNのSPARCstation 20に移植された。
同年後半より汎用的且つ低価格化を目指してPentium/NetBSDに移植され、翌年にはLinuxへと移植されている。2001年のSCore5.0リリースを最後にRWCPプロジェクトチームは解散した。
その後、PCCCが活動を引き継ぎ、多くのPC-Linux系のクラスタに使用されている。
ノード間通信にはファイバーチャネル、Myrinet、InfiniBand、イーサネットなど、その時点で最新のネットワークを使用し、高速化を図っている。
RWCPで実証用に作成されたクラスターにおいては、RWC SCore Cluster IIが2000/11のTOP500リストで395位にランクインし、RWC SCore Cluster IIIが2001/6のTOP500リストで36位にランクインしている。